# Ossélie (Kaluga)
|  | Per a altres significats, vegeu «Ossélie». |

Ossélie (en rus: Наумово) és un poble de l'óblast de Kaluga, a Rússia, que en el cens del 2010 tenia 6 habitants, pertany al districte de Spas-Démensk.